# MISAWA HABITA
MISAWA HABITA株式会社（英: MISAWA HABITA＆CO.,LTD.）は、群馬県伊勢崎市に注文住宅事業及び建売住宅事業を行う会社。

## 沿革
- 2010年10月 - 群馬県高崎市に建築請負業を目的として株式会社昭和クラフトを設立
- 2011年5月 - 群馬県伊勢崎市へ本店移転
- 2012年2月 - MISAWA･international株式会社とHABITAブランド使用に関する契約を締結
- 2012年9月 - HABITA CRAFT株式会社へ商号変更